# سنگسر (سرده)
سنگسر (سرده) (نام علمی: Pomadasys) نام یک سرده از تیره سنگسرماهیان است.